# Опсада Калеа
Опсада Калеа се одиграла у периоду од 4. септембра 1346. - 3. августа 1347. године. Након победе у Бици код Слија енглеска војска под командом Едварда Црног Принца се искрцала у Нормандији и победила француску војску у бици код Кресија. Едварду су била потребна појачања те се он повлачи на север Француске, пошто је енглеска флота већ кренула из Енглеске, Едварду је била потребна лука где би се његова војска регруписала и добила потребне залихе.

## Опсада
Опсада је почела 4. септембра 1346, Енглези нису били у стању да заузму град иако су били далеко бројнији. У новембру стигла им је помоћ у виду катапултова, топова и дугих мердевина, али ни тада нису успели да заузму град. Један француски конвој са залихама је успео да се пробије до града, иако ће Французи још неколико пута покушати да ураде исто све наредне покушаје осујетила је енглеска морнарица. До јуна град је спао на мале залихе хране и воде па су сва деца и старци избачени из града. Енглези им нису дозволили да прођу тако да су они остали између енглеских и француских положаја и помрли од глади и жеђи.

## Крај опсаде
Након дуготрајне опсаде грађани Калеа морали су да попусте. Едвард им је обећао слободу под условом да му шест најугледнијих грађана донесу кључеве града, а у знак покорности тражио је да око врата носе конопац којим ће их краљ обесити за одмазду. Грађани Кале нашли су шесторицу добровољаца који су у знак понизности пришли Едварду одевену и грубе кошуље, гологлави и боси. Краљ их ипак није погубио. Мировни преговори започети су 1. августа, а 3. августа Французи су мирно напустили град.

## Последице
Град Кале је једина територија коју су освојили Енглези у Стогодишњем рату. Под француску власт, овај град је пао тек 7. јануара 1558. године. То је била последња територија Енглеске на континенталном делу Европе. Споменик родољубима Калеа изградио је у 19. веку француски вајар Огист Роден и он представља једно од ремекдела вајарства.